# Telamona westcotti
Telamona westcotti är en insektsart som beskrevs av Goding. Telamona westcotti ingår i släktet Telamona och familjen hornstritar. Inga underarter finns listade i Catalogue of Life.